# Speluzzi
Speluzzi är en ort i Argentina.   Den ligger i provinsen La Pampa, i den centrala delen av landet, 500 km väster om huvudstaden Buenos Aires. Speluzzi ligger 143 meter över havet och antalet invånare är 367.
Terrängen runt Speluzzi är mycket platt. Närmaste större samhälle är General Pico, 13,2 km söder om Speluzzi.
Trakten runt Speluzzi består till största delen av jordbruksmark. Runt Speluzzi är det ganska glesbefolkat, med 24 invånare per kvadratkilometer.